# Macgregoromyia szechwanensis
Macgregoromyia szechwanensis är en tvåvingeart som beskrevs av Alexander 1932. Macgregoromyia szechwanensis ingår i släktet Macgregoromyia och familjen storharkrankar. Inga underarter finns listade i Catalogue of Life.